# Dolany u Pardubic

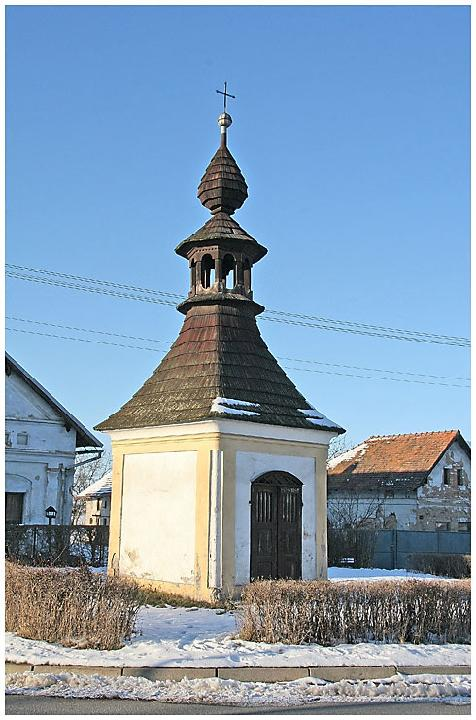
Kapelle des hl. Florian

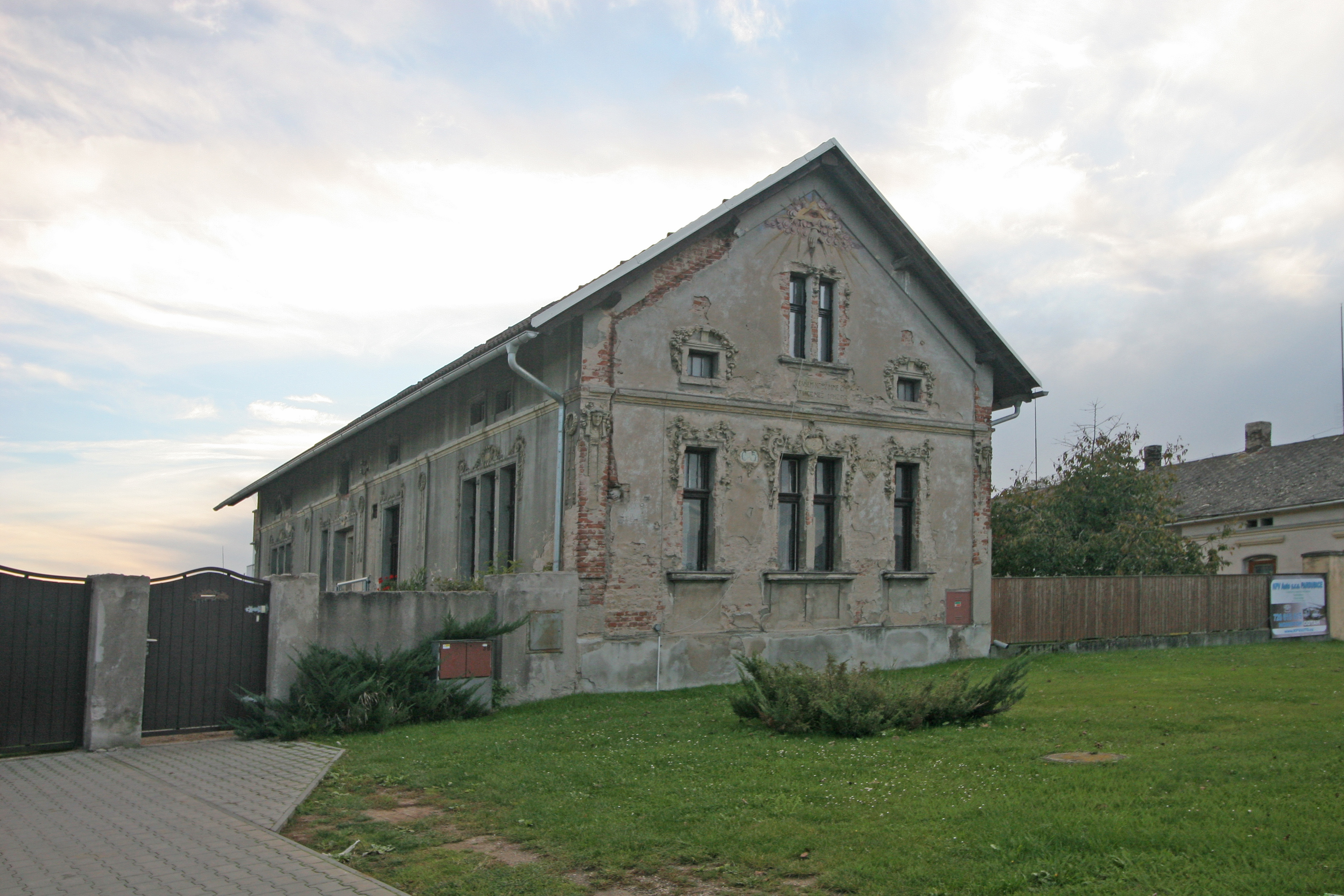
Haus Nr. 5

Dolany (deutsch Dollan) ist eine Gemeinde im Okres Pardubice in Tschechien. Sie liegt elf Kilometer nordwestlich des Stadtzentrums von Pardubice.

## Geographie
Dolany erstreckt sich unterhalb der Einmündung des Rohoznický potok am Graben Černská strouha im Bohdanečský úval (Bohdanetscher Senke). Nördlich erhebt sich der Mělský (241 m n.m.). Im Osten befindet sich am Opatowitzer Kanal ein ausgedehntes Teichgebiet mit den drei Oplatíl-Teichen und dem Hrádek; südwestlich ein weiteres, als Naturreservat geschütztes, Teichgebiet mit dem Bohdanečský rybník (Bohdanetscher Teich) und der Matka.
Nachbarorte sind Osičky, Osice und Plch im Norden, Staré Ždánice im Nordosten, Nové Ždánice, Ždánický Dvůr und Hrobice im Osten, Hájovna, Stéblová und Boudy im Südosten, Hrádek, Lázně Bohdaneč und Bouda u Dolan im Süden, Neratov, Přelovice und Vlčí Habřina im Südwesten, Habřinka und Křičeň im Westen sowie Pravy, Rohoznice und Dobřenice im Nordwesten.

## Geschichte
Die Bohdanetscher Senke war bis zu ihrer Entwässerung ein großes Sumpfgebiet. Massenfunde von Bronzearmbändern belegen, dass bereits während der Bronzezeit auf dem Gemeindegebiet eine Siedlung bestand.
Die erste schriftliche Erwähnung von Dolany erfolgte 1073 im Zuge der Gründung des Benediktinerklosters Opatowitz, zu dessen Besitzungen das Dorf jedoch anfänglich nicht gehörte. Im Jahre 1228 tauschte der Vladike Mikuš Dolany beim Kloster gegen das Dorf Kopisty im Leitmeritzer Gebiet ein. Nachdem das Kloster während der Hussitenkriege zerstört worden war, überschrieb König Sigismund Dolany zusammen mit weiteren Klosterdörfern 1436 an Diviš Bořek von Miletínek, der darauf die Herrschaft Kunburg bildete. Später erwarb Heinrich von Münsterberg Dolany mit zahlreichen weiteren Dörfern als Pfandbesitz, er verpfändete Dolany, Rohoznice und Křičeň an Mikuláš von Chrast. Dieser veräußerte die Dörfer 1491 an Wilhelm von Pernstein. Jaroslav von Pernstein verkaufte 1560 die Herrschaften Kunburg und Pardubitz an König Ferdinand I. Nach dem Urbar der Herrschaft Pardubitz gab es 1588 in Dolany 21 fronpflichtige Anwesen, die niedere Gerichtsbarkeit übte der Richter von Ždánice aus. Während des Dreißigjährigen Krieges fielen elf der Anwesen wüst.
Im Jahre 1835 bestand das im Chrudimer Kreis gelegene Dorf Dollan bzw. Dolany aus 58 Häusern, in denen 536 Personen, darunter eine protestantische Familie lebten. Im Ort gab es eine Schule unter dem Patronat des Pardubitzer Oberamtes. Pfarrort war Wositz bzw. die Filialkirche in Zdanitz. Bis zur Mitte des 19. Jahrhunderts blieb Dollan der k.k. Kameralherrschaft Pardubitz untertänig.
Nach der Aufhebung der Patrimonialherrschaften bildete Dolany ab 1849 eine Gemeinde im Gerichtsbezirk Pardubitz. Ab 1868 gehörte die Gemeinde zum Bezirk Pardubitz. Seit 1949 war Dolany dem Okres Pardubice-okolí zugeordnet; dieser wurde im Zuge der Gebietsreform von 1960 aufgehoben, seitdem gehört die Gemeinde zum Okres Pardubice.

## Gemeindegliederung
Für die Gemeinde Dolany sind keine Ortsteile ausgewiesen.

## Sehenswürdigkeiten
- Kirche des hl. Adalbert, der neoromanische Bau entstand 1913/14 nach Plänen des Architekten Bóža Dvořák, der auch die Ausstattung entwarf.
- Kapelle des hl. Florian, errichtet Mitte des 18. Jahrhunderts, Kulturdenkmal
- Haus Nr. 5, Kulturdenkmal
- Denkmal für die Gefallenen des Ersten Weltkrieges